# St. Antonius von Padua (Uentrop)

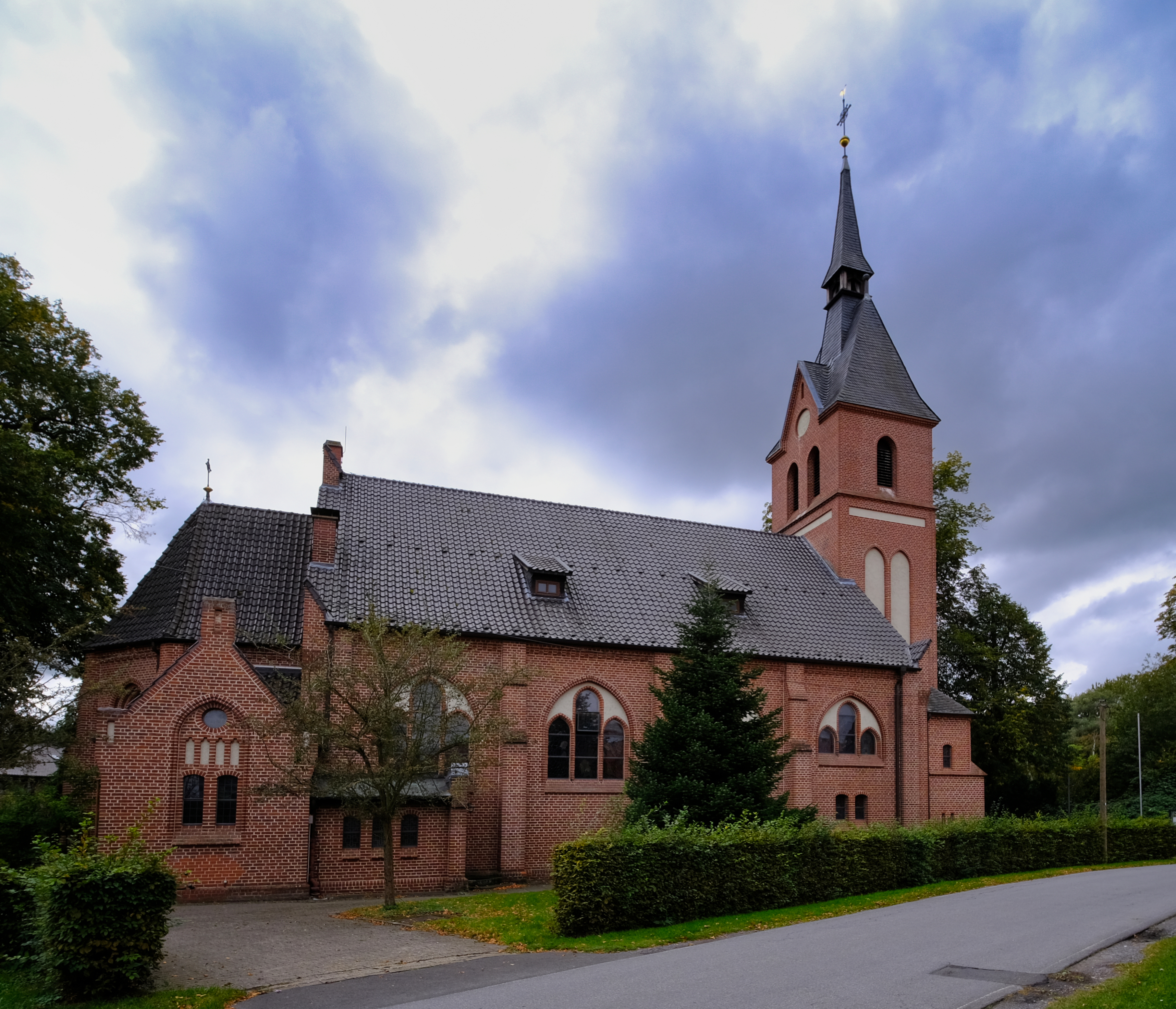
St. Antonius von Padua (Uentrop)

Die römisch-katholische, denkmalgeschützte Pfarrkirche St. Antonius von Padua steht in Uentrop, einem Ortsteil der kreisfreien Stadt Hamm in Nordrhein-Westfalen. Die Kirche gehört zum Dekanat Hellweg des Erzbistums Paderborn.

## Beschreibung
Die Grundsteinlegung für die neugotische Saalkirche aus Backsteinen war am 5. Juli 1896, die Einweihung am 12. September 1897. Der Entwurf stammt von einem Baubeamten des Kreises Soest. Die Kirche besteht aus einem Langhaus mit vier Jochen, das mit einem Satteldach bedeckt ist, einem eingezogenen Chor im Osten mit Fünfachtelschluss, deren Wände von Strebepfeilern gestützt werden, und einem querrechteckigen Kirchturm im Westen, aus dessen Walmdach sich ein quadratischer Dachreiter erhebt. 
Der Innenraum des Langhauses hat einen offenen Dachstuhl, der des Chors ist mit einem Kreuzrippengewölbe überspannt. Die Orgel wurde 1900 von der Eggert Orgelbau-Anstalt gebaut. Ein Teil der Kirchenausstattung stammt aus dem 1808 aufgelösten Kloster Marienhof.